# Mijaly
Mijaly (ryska: Миялы, kazakiska: Mīyaly) är en ort i Kazakstan.   Den ligger i oblystet Atyrau, i den västra delen av landet, 1 300 km väster om huvudstaden Astana. Mijaly ligger 33 meter över havet och antalet invånare är 6 213.
Terrängen runt Mijaly är mycket platt.  Trakten runt Mijaly är nära nog obefolkad, med mindre än två invånare per kvadratkilometer. Det finns inga andra samhällen i närheten. Trakten runt Mijaly består i huvudsak av gräsmarker.